# Saxon
Saxon er et heavy metal-band, der blev dannet i Barnsley i 1976. Som en del af New Wave of British Heavy Metal-bevægelsen inspirerede Saxon bands som Metallica og Megadeth. Blandt de mest kendte sange er "Crusader", "Broken Heroes" og "Wheels of Steel".

## Biografi

### De tidlige år (1976-1979)
Saxon blev grundlagt af vokalisten Peter "Biff" Byford, guitaristerne Paul Quinn og Graham Oliver, bassisten Steve "Dobby" Dawson og trommeslageren David Ward. Tidligt i karrieren ændrede de navn fra Son of a Bitch til Saxon og fik opvarmningsjobs for veletablerede bands såsom Motörhead. I 1979 underskrev bandet kontrakt med det franske pladeselskab Carrere og udgav debutalbummet Saxon.

### Succes i Storbritannien (1980-1982)
Det efterfølgende album, Wheels of Steel, indeholdt to hitsingler: titelnumret og publikumsfavoritten "747 (Strangers in the Night)". Dette år optrådte Saxon også i tv-programmet Top of the Pops, hvilket hjalp dem op ad hitlisterne. Den 16. august 1980 spillede Saxon på den allerførste Monsters of Rock-turne, hvor bandet blev vel modtaget af publikum.[kilde mangler] Koncerten blev optaget, men blev ikke udgivet officielt før år 2000. Senere på året udkom Strong Arm of the Law, der af mange fans anses som et af bandets bedste albums. Sammen med dette album blev to singler udgivet, "Strong Arm oh the Law" og "Dallas 1PM", hvor sidstnævnte handler om mordet på John F. Kennedy.
I 1981 havde bandet turneret i det meste af verden og fik mindre tid til at indspille nyt materiale. På sin verdensturne havde Saxon opnået betydelig popularitet i Japan, hvor singlen "Motorcycle Man" blev på hitlisterne i fem måneder.[kilde mangler] Hen mod slutningen af 1981 udgav bandet sit fjerde album, Denim and Leather, der var dedikeret til bandets fanskare. Albummet er stadig populært, og titelnumret ses af nogen som en slagsang fra den periode. Dette album indeholder også andre populære sange såsom "Princess of the Night", "Never Surrender" og "The Bands Played On". Sidstnævnte handlede om Saxons optræden på Monsters of Rock i 1980. Denim and Leather opnåede gode hitlisteplaceringer i hele Europa og opnåede sølv i Storbritannien.
Netop som bandet skulle til at påbegynde en stor turne som følge af Denim and Lether' s succes, forlod trommeslageren Pete Gill bandet på grund af en skadet hånd. Bandet ansatte hurtigt Nigel Glockler, der tidligere havde været medlem af Torah Willcoxs band, og han måtte lære hele setlisten på halvanden dag inden turnestarten.
En hård række af turneer i Storbritannien drog nytte af bandets succes og en udsolgt europæisk turne med Ozzy Osbourne som opvarmningsband tydeliggjode Saxons evner live, som det også høres på live-albummet The Eagle Has Landed fra 1982. I 1982 optrådte Saxon igen på Mosters of Rock og blev dermed det første band, der havde spillet to gange på festivalen.

### NWOBHM's tilbagegang (1983)
Samtidig med at NWOBHM-bølgen begyndte at dø hen, fastslog Saxon med albummet Power & the Glory fra 1983, at de var et af Europas store metalbands sammen med Iron Maiden og Judas Priest. Bandets "Power and Glory Tour" i 1983 var en succesfuld turne, der startede i Europa. Turne-etapen i USA havde Accept som supportband, og Saxon var tæt på at blive et stort navn i USA, hvilket cementeredes af albumets pladesalg, der blandt andet talte 15.000 solgte eksemplarer i Los Angeles i løbet af den første uge.[kilde mangler] Det skulle dog vise sig, at glam metal-scenen, der begyndte at udvikle sig i USA, ville spænde ben for Saxons erobring af det amerikanske marked.

### Kontrakt med EMI og en dalende fanskare (1984-1989)
I 1984 underskrev bandet kontrakt med EMI, og den første udgivelse hos pladeselskabet var Crusader. Albummet solgte i mere end 2 millioner eksemplarer, og verdensturneen "The World Crusade" i 1984 var en succes i både Europa og USA. I løbet af det års tid de turnerede, havde bandet Mötley Crüe og Krokus som opvarmningsband på dele af den amerikanske del af turneen. Selvom lyden stadig var heavy, hørte anmelderne en mere amerikansk lyd på Crusader, og bandets fans begyndte at undre sig over, hvilken retning bandet bevægede sig i rent musikalsk. Selvom albummet anses for at have en mere kommerciel lyd, var der en sang, produceren og pladeselskabet ikke fik lov at gøre mere spiseligt for det kommercielle publikum: titelsangen, der stadig er populær blandt fans.
Med det nye pladeselskab ændrede Saxon kurs i 1985. Innocence Is No Excuse fra samme år efterlod mange fans tvivlende, da den rå, og tunge Saxon-lyd var blevet finpudset for at opnå større tiltrækningskraft i USA. Dog har albummet som årene er gået efter udgivelsen opnået højere værdsættelse hos både anmeldere og fans. En tilhørende verdensturne fulgte, men i begyndelsen af 1986 forlod bassisten Steve Dawson bandet, og Saxon var nu i studiet for at indspille albummet Rock the Nations, men manglede en bassist. Derfor var det Byford, der indspillede bassporene, men det varede ikke længere inden bandet ansatte Paul Johnson til at udfylde hullet, og efterfølgende kom en europæisk turne.
I 1986 var Saxon hovednavn på Reading Festival og turnerede i USA.
Det amerikanske gennembrud lod vente på sig, og udgivelsen af Destiny i 1988 hjalp ikke, hvorfor Saxon senere blev droppet af EMI. I 1988 blev Paul Johnson udskiftet med Nibbs Carter, der på daværende tidspunkt kun var 22. Han skulle senere vise sig at puste nyt liv i bandet.

### Virgin Records og europæisk succes (1990-1993)
Saxon havde nu været sammen i ca. 10 år, og besluttede at lave en turne ved navn "10 Years of Denim and Leather" i Storbritannien og Europa. Bandet blev mere og mere populært i Europa og etablerede sig som et respekteret live-metalband.
I 1990 fik bandet fornyet liv, og hos det nye pladeselskab Virgin Records påbegyndte de arbejdet med det nye album, Solid Ball of Rock. Dette album blev udgivet i 1991 og viste sig at være et skridt i den rigtige retning for albummet blev en succes for Saxon. Den nye bassist Nibbs Carter var med til at skrive tre af albummets sange. I 1992 fortsatte Saxon successen med udgivelsen af Forever Free. Albummet blev produceret af forsanger Bill Byford og Herwig Ursin. En speciel britisk udgave af spillet blev udgivet med en "Space Marine" fra Warhammer-universet på coveret. "Iron Wheels" blev udgivet som single, og sangen var skrevet om og dedikeret til Byfords far, som arbejdede i Yorkshires kulminer.

### Afsked med Graham Olivers og fortsat succes (1994-1996)
I løbet af 1994 indspillede Saxon albummet Dogs of War. Lige efter indspilningen af albummet blev Graham Oliver fyret fra bandet, da han forsøgte at sælge optagelserne fra Monsters of Rock i 1980 bag om bandets ryg. bandet erstattede Oliver med Doug Scarrat, en af trommeslageren Nigel Glockners venner gennem lang tid. Saxon lavede en musikvideo for Dogs of War, der blev vist ved MTV's Headbangers Ball. I 1996 blev Saxons live-album The Eagle Has Landed Pt II udgivet, og bandet turnerede året igennem. De indspillede også en coverversion af Judas Priest-sangen "You've Got Another Thing Comin'" til albummet A Tribute to Judas Priest: Legends of Metal.

### En mere heavy lyd og fortsat succes i Europa (1997-2002)
Saxon udgav deres 13. studiealbum Unleash the Beast, der blev produceret af Kalle Trap og bandet, i 1997. I maj påbegyndte bandet den tilhørende turne, hvor de spillede over hele Europa. Unleash the Beast nåede Top 100-listen i Sverige, Tyskland og Schweiz. I november spillede de to koncerter i Brasilien (Sao Paolo og Santos) og afsluttede året med en julekoncert i Belgien. I 1998 turnerede bandet USA og spillede på den brasilianske Monsters of Rock-festival. Efter hårde turneer måtte Nigel Glockler tage en pause fra bandet, mens han kom sig over en nakke- og skulderskade. Hans midlertidige afløser var Fritz Randow.
Metalhead blev udgivet i september 1999, og albummet blev rost i Tyskland, hvor Saxon havde spillet på Wacken Open Air – en festival, som bandet kom til at spille på mange gange igen. Bandet var også hovednavnet det første Bloodstock Open Air i Strorbritannien. I 2001 stod Saxon igen på scenen i Wacken, denne gang med en stor metalørn inspireret af coveret fra Wheels of Steel på scenen. Samme år udkom albummet Killing Ground og året efter, i 2002, udgav Saxon opsamlingsalbummet Heavy Metal Thunder, der indeholder genindspilninger af nogle af deres klassikere.

### Kamp om bandnavnet (2003)
I 1999 registrerede de tidligere medlemmer Graham Oliver og Steven Dawson "Saxon" som et varemærke. De fastholdte så, at de ejede alle rettigheder til navnet og forsøgte at forhindre Byford og bandets arrangørere og merchandise-producenter i at bruge navnet. Byford ansøgte hos varemærkeregisteret om at gøre varemærket ugyldigt. Hans ansøgning byggede på, at registreringen af varemærket var sket i "ond tro", som det beskrives i sektion 3(6) den engelske lovgivning om varemærker fra 1994, samt at han ifølge sektion 5(4) i samme lovgivning var berettiget til at forhindre brugen af varemærket "Saxon", da han allerede havde ret til navnet.I 2003 afgjorde den engelske overret, at det var Byford og de nuværende Saxon-medlemmer, der ejede navnet, og at de dermed havde ret til forhindre Oliver og Dawson i at kalde sig Dawson Herefter kaldte de sig Oliver/Dawson Saxon.

### Udgivelsen afLionheart(2004-2006)
Indtil 2004 havde tyskeren Fritz Randow vikarieret for trommeslageren Nigel Glockner. Herefter blev Randow skiftet ud med den tidligere Stratovarius-trommeslager Jörg Michael
I 2004 udgav Saxon det 16. studiealbum, Lionheart. Albummets titel var inspireret af den engelske konge Richard Løvehjerte. Sangen "Beyond the Grave" blev udgivet som single og musikvideo, og generelt blev albummet modtaget godt, og titelnumret er stadig blandt fansenes favoritter. Glockler vendte tilbage til bandet i 2005, efter han var kommet sig over nakke- og skulderskaden. I 2006 udgav bandet live-albummet The Eagle Has Landed - part III. Det blev planlagt at Saxon skulle optræde på Dubai Desert Rock Festival sammen med Megadeth, men lige inden festivalen blev bandets tilladelse til at optræde trukket tilbage. Rygterne sagde, at det var den historiske tekst til sangen "Crusader" der var skyld i forbuddet.

### Samarbejde med Harvey Goldsmith og genetablering i Storbritannien (2007-2008)
I 2007 var Saxon med i tv-programmet Harvey Goldsmith's Get Your Act Together. Som en del af sit program ville Goldsmith forsøge at genskabe bandets popularitet og cementere deres omdømme. Han indkaldte to nye producere, der skulle styre produktionen af den nye single "If I Was You", der endte øverst på rock-hitlisterne i mere end 10 lande og dermed blev bandets mest succesfulde single i 12 år. I slutningen af programmet spillede Saxon på et udsolgt Sheffield City Hall.
Det resulterende album, The Inner Sanctum, blev udgivet i Europa den 5. marts 2007 og i Nordamerika den 3. april, og mange anmelderne mente, at det var bandets bedste udgivelse i mange år. Bandet indledte herefter en verdensturne, hvor de i løbet af 60 dage kun havde 15 fridage.

### Fortsat succes in Europa og Storbritannien (2009-nu)
Saxon udgav et nyt studiealbum, Into the Labyrinth, den 12. januar 2009, og albummet modtog gode anmeldelser og fortsatte successen fra The Inner Sanctum. Samme år var bandet hovednavn ved Wacken Open Air.I februar blev det offentliggjort, at bandet på grund af planlægningsproblemer var nødsaget til at aflyse de spanske koncerter på Europa-turneen med Iced Earth. I begyndelsen af året turnerede Saxon Storbritannien med Doro Pesch og endnu en turne blev gennemført hen mod årets slutning. I august samme år spillede de på Sonisphere Festival, og i september annoncerede bandet udgivelsen af Heavy Metal Thunder – The Movie; en dokumentar om bandets historie hlet fra begyndelsen.
Successen i Storbritannien fortsatte, og Saxon optrådte på Download Festival i 2010, der fandt sted på Donnington Park mellem 11 og 13 juni. Bandet spillede hele Wheels of Steel-albummet, som en form for jubilæum for albummet.[kilde mangler]
Den 3. juli 2003 udgav Saxon sit 19. studiealbum, Call to Arms, der startede som nummer 6 på den engelske hitliste. Bandet påbegyndte en stor verdensturne, hvor de også besøgte USA; Storbritannien blev besøgt igen på turneens anden etape. På turneen annoncerede Saxon, at nogle få fans for £10 kunne se bandet lave lydprøver. Pengene ville bilve doneret til Nordoff Robbins Music Therapy and Childline-velgørendhedsorganisationen.
I december stod Byford på scenen sammen med Metallica for at spille "Motorcycle Man" til bandets 30 års jubilæums-koncert.
Siden er bandet begyndt at arbejde på materiale til det 20. studiealbum, der forventes udgivet i begyndelsen af 2013. Den 13. februar 2012 offentliggjorde Saxon, at ville udgive et nyt live-album med DVD og CD ved navn Heavy Metal Thunder – Live: Eagles Over Wacken, der ville indeholde deres koncerter fra Wacken i 2004, 2007 og 2009. Dette album udkom i løbet af april og maj samme år. Desuden blev Saxon nomineret til "Bedste britiske band"-prisen ved Metal Hammers Golden God 2012.[kilde mangler]

## Medlemmer

### Nuværende medlemmer
- Biff Byford – vokal (1976–nu)
- Doug Scarratt – guitar (1996–nu)
- Paul Quinn – guitar, (1976–nu)
- Nigel Glockler – trommer (1981–1987, 1988–1999, 2005–nu)
- Nibbs Carter – bas (1988–nu)

### Tidligere medlemmer
- Graham Oliver – guitar (1976–1996)
- Steve Dawson – bas (1976–1986)
- David Ward – trommer (1976–1978)
- Pete Gill – trommer (1978–1981)
- Paul Johnson – bas (1986–1988)
- Trevor Thorton – trommer (1998-1999)
- Fritz Randow – trommer (1999–2004)
- Jorg Michael – trommer (2004–2005)

## Diskografi
- Saxon (1979)
- Wheels of Steel (1980)
- Strong Arm of the Law (1980)
- Denim and Leather (1981)
- Power & the Glory (1983)
- Crusader (1984)
- Innocence Is No Excuse (1985)
- Rock the Nations (1986)
- Destiny (1988)
- Solid Ball of Rock (1991)
- Forever Free (1992)
- Dogs of War (1995)
- Unleash the Beast (1997)
- Metalhead (1999)
- Killing Ground (2001)
- Lionheart (2004)
- The Inner Sanctum (2007)
- Into the Labyrinth (2009)[14]
- Call to Arms (2011)
- Sacrifice (2013)
- Battering Ram (2015)
- Thunderbolt (2018)
- Inspirations (2021)
- Carpe Diem (2022)
- Hell, Fire and Damnation (2024)

## Ekstern henvisning
- Officiel hjemmeside Arkiveret 10. juni 2007 hos  Wayback Machine